# Antoine VI de Gramont
Antoine VI de Gramont, 5e duc de Gramont, Pair de France, lieutenant général des armées du Roi, chevalier des ordres du Roi, est un aristocrate et un officier français, né le 20 mars 1688, mort à Paris le 16 mai 1741.

## Biographie
Issu de la Maison de Gramont, Louis Antoine VI Armand de Gramont est le fils d'Antoine V de Gramont, 4e duc de Gramont, prince de Bidache, comte de Guiche et de Louvigny, gouverneur et lieutenant général pour le Roi en ses royaume de Navarre et Pays de Béarn, gouverneur des ville et château de Bayonne et de Pau, maréchal de France, et de Marie Christine de Noailles.
Il est le petit-fils d'Antoine IV Charles de Gramont, 3e duc de Gramont et celui d'Anne Jules de Noailles, 2e duc de Noailles, maréchal de France.
Sa tante maternelle, Marie Victoire de Noailles épousa Louis de Pardaillan, marquis de Gondrin, puis en 1723 Louis Alexandre de Bourbon, comte de Toulouse, fils légitimé du Roi Louis XIV.
Alors connu sous le titre de comte de Louvigny, il entre aux mousquetaires à l'âge de 15 ans, en 1703.
Pendant la campagne de Flandres, il sert le 30 juin 1703 à la Bataille d'Ekeren.
Devenu en 1704 cornette au régiment colonel général de dragons, alors commandé par son père, il est promu en 1705 sous-lieutenant au régiment du Roi, où il sert à l'armée de la Moselle, sous le maréchal de Villars. Il passe ensuite au régiment d'infanterie de Gramont avec lequel il sert au siège de Turin, puis en Espagne.
En 1708, il sert à la Bataille d'Audenarde, puis en 1709 à celle de Malplaquet.
Il continue à servir au sein de l'armée de Flandres, puis reçoit en 1711 le commandement du régiment de Piémont, à la tête duquel il prend part en 1712 à la prise de Douai, à la prise du Quesnoy et à la prise de Bouchain. A cette époque, il est connu sous le titre de duc de Louvigny.
En 1717, son père se démet en sa faveur de sa charge de colonel du régiment des gardes françaises.
En 1718, il est promu brigadier des armées du Roi.
A la mort de son père, le 16 septembre 1725, il devient le 5e duc de Gramont.
En 1727, il est promu Maréchal de camp et reçoit en 1728 le cordon bleu de chevalier des Ordres du Roi.
En 1734, il sert avec le régiment des gardes françaises sous le commandement du maréchal de Berwick, et se distingue au siège de Philippsbourg.
Le 1er août 1734, il est promu lieutenant-général et sert avec ce grade à l'armée d'Allemagne en 1735.
Mort à Paris le 16 mai 1741, il est inhumé le surlendemain dans l'église des Capucines, place Vendôme.
Sans postérité masculine, il a pour successeur comme 6e duc de Gramont, son frère Louis de Gramont (1689-1745).

### Distinction
- Chevalier des ordres du Roi

### Mariage et descendance
Le 3 mars 1710, il épouse Louise Françoise d'Aumont de Crevant d'Humières ( mai 1691 - Paris, 9 septembre 1742), unique enfant de Louis François d'Aumont de Crevant d'Humières, duc d'Humières, lieutenant général des armées du Roi, gouverneur des ville et château de Compiègne, et de Louise Julie de Crevant d'Humières.
Elle était la petite-fille de Louis Marie Victor d'Aumont, duc d'Aumont et de Rochebaron, gouverneur des ville et citadelle de Boulogne et du pays boulonnais, et de sa seconde épouse, Françoise Angélique de La Mothe Houdancourt ; celle aussi de Louis de Crevant, duc d'Humières, maréchal de France, et de Louise Antoinette Thérèse de La Chatre. Tous deux ont :
- Charles Antoine de Gramont (20 octobre 1711 - 17 avril 1714) ;
- Louis Antoine Armand de Gramont (7 août 1713 - mort en bas âge) ;
- Marie Louise Victoire de Gramont (Paris, 27 juillet 1723 - Paris, 11 janvier 1756), mariée à Paris les 1er et 2 mars 1739 avec son cousin germain Antoine VII de Gramont, 7e duc de Gramont, pair de France (1722-1801), dont postérité éteinte ;
- Louise Charlotte de Gramont (Paris, 11 juillet 1725 - Paris, 3 février 1742), mariée le 3 février 1740 avec Louis Charles de Lorraine, prince de Lambesc, comte de Brionne, brigadier des armées du Roi, grand écuyer de France (1725-1761), sans postérité[1].